# Ayoub Lakhal
Ayoub Lakhal (en arabe : أيوب لكحل), né le 7 juillet 1996 à Tétouan (Maroc) est un footballeur marocain évoluant dans le club du Moghreb de Tétouan. Il joue au poste d'ailier droit.

## Biographie
Ayoub Lakhal commence sa carrière professionnelle au FUS de Rabat. En manque de temps de jeu, il est transféré au Moghreb de Tétouan, dans sa ville natale. Toujours en manque de temps de jeu, il est prêté pendant six mois à l'US Temara.
Transféré en 2016 à l'OC Khouribga, il est prêté au KAC de Kénitra. Joueur doublure, il est transféré en 2018 au Moghreb de Tétouan, club dans lequel il arrive enfin à s'imposer. Le 21 décembre 2019, il se met en évidence marquant deux buts en championnat, lors de la réception de la Difaâ El Jadida.
En fin d'année 2020, il est courtisé par le Wydad Athletic Club et l'Espérance de Tunis.